# 爆丸3 狩獵保衛者
《爆丸3》（Bakugan Battle Brawlers: Gundalian Invaders）是一套由2010年5月23日起，開始在加拿大播放的動畫。為《爆丸2大爆破》的接續。本作後來在海外地區播出；日本方面由東京電視台於2011年四月起以日文配音播出、香港方面由無電視在2011年7月3日作粵日雙語首播、台灣方面由東森幼幼台於2011年10月22日起以中文配音播出。
※以下所述內容部份參考英文版本播出時內容所編，可能與日文版本有所偏誤，請注意。

## 故事概要
在解決邪惡組織之後，為了正當推廣爆丸，並使其有正確認知，因此爆丸戰士成員在朋友的建議下，便開設網路交流系統，以期提供多人切磋技能，原本是值得高興，只是在一年後的某一日，爆丸戰士成員與其玩家相互切磋時，因為使用技能失誤，而意外進入某個不知名的世界，雖然只有短暫數秒時間，但也驚訝看到，該世界正計劃侵略爆丸戰士所居住的地方。
為此爆丸戰士便希望能在最短時間內能找出與該不知名世界對抗方法，其後為結束因為侵略而引發的爆丸戰爭，一眾爆丸戰士更前往未知的空間與未知的敵人戰鬥……

## 登場人物

#### 爆丸戰士
- 法比雅申恩（Fabia Sheen；）

初登場於第3季第3集，初登場16歲，第四季17歲。魯天洛迪亞人，其家族為星球管理者，有著強烈主動與熱愛自由性格；並有著相當優異的拳術。
初次來到彈馬居住星球，並警告鋼達星侵略意圖時，因為受雷恩誤導而不被彈馬所相信，並懷疑她才是侵略者。
由於未婚夫真英被卡薩里娜殺害，故十分討厭鋼達星人，所以當雷恩回歸其陣型初時，表示不認同他。
後來經過對戰，知道雷恩並不是壞人，並認同了他。
在突入鋼達星總部時，由於擔心雷恩，故跟他一起行動。
於第4季起繼任羅德星國王。
配音：Stephanie Mills （英文）；寺田はるひ（日本）；梁少霞、陳凱婷（代配）（香港）；傅其慧（台灣）
常用爆丸：神聖鬥士
- 里因古萊拉（Ren Krawler；）

初登場16歲，第四季17歲。是唯一的黑暗守護者，初登場於第二季最終回。
小時候被鋼達星人派往照顧黑暗公爵，由於一直生活於黑暗之中，一直渴望能活於陽光下。
受巴力歐帝斯指示，前往地球以特務的身份刻意接近小彈他們。被法畢爾拆穿意圖後，就與小彈等人為敵。
由於巴力歐帝斯答應讓他感受真正的光明，故對於十二統治者有著強烈忠誠感，甚至因為如此而出賣朋友，但也不求朋友的原諒。
後來，由於其他特務一個一個遭受到處決，亦知道了巴力歐帝斯一直留自己在身邊的目的。
與小彈的對戰中，明白自己並非屬於黑暗世界，在黑暗公爵失控時明白到自己身為黑暗守護者的使命，並於第24-25集與小彈共同對抗巴力歐帝斯。
於第26集與法畢爾一戰，儘管最後敗北，但法畢爾知道自己並不是壞人並且認同了他而正式成為小彈等人的夥伴，並正式回歸爆丸戰士的陣營，同時也成為鋼達星籍的羅德星皇家騎士團員。
於第4季起成為鋼達星軍務統領。
配音：David Reale→Pete Cugno（英文）；野島裕史／齊藤佑圭（幼年）（日本）；曹啟謙／曾佩儀（幼年）（香港）；陳幼文（台灣）
常用爆丸：黑暗公爵、礦石巨龍（次要，原為席德交給他、後來送給萊納斯）
- 傑克威勒利（Jake Rockwell、Jake Vallory；）

初登場於第3季第1集，初登場15歲。
茱莉的朋友，居住於鄰近城鎮，個性膽怯但卻熱心；為橄欖球校隊成員之一
把教導他玩爆丸的彈馬稱為大哥。
初次接觸爆丸時曾被爆丸實體化的形態所驚嚇。
於第3季13集與小彈一行人前往羅德星，並與他們一起對抗十二統治者。
於第27集因卡薩里娜設下的圈套，堅決不理會小彈的勸諭，獨自前往鋼達星拯救被卡薩里娜控制的地球小朋友。
可惜與卡薩里娜對戰中不幸失敗，並被卡薩里娜催眠而短暫成為其傀儡，並打算破壞有辨析爆丸DNA密碼的第三號護盾但失敗而回，最後在鋼達星被小彈的呼叫喚醒，並成功阻止卡薩里娜殺死小彈。
因為認定大地巨人是唯一的拍擋，所以返回地球後就再也沒有參與爆丸對戰。
配音：Dan Petronijevic（英文）；大畑伸太郎（日本）；巫哲棋（香港）；劉明勳(台灣)
常用爆丸：大地巨人

##### 十二統治者（Twelve Orders）
侵略羅德星的六個人和六隻爆丸；最後因為權力鬥爭與內訌，再加上唯一改邪歸正的那札克率領除了席德以外的鋼達星特務一同造反而瓦解。
- 巴力歐帝斯（Barodius；）

黑暗屬性的爆丸戰士，使用黑暗屬性的爆丸紫光魔龍。
約略30至35歲，十二統治者之首，同時為鋼達星國王，企圖以武力掠奪羅德星，進而取得爆丸元素，很不諒解父親過去的做為，常常稱呼父親為老傻瓜。
第三季完結篇與小彈一戰中雖然戰敗，但仍然想搶奪神聖之物奧普的力量而接觸它，最後和紫光魔龍消失於神聖之物奧普之中。
配音：Shawn Meunier（英文）；成田劍（日本）；劉明勳（台灣）；麥皓豐（香港）
常用爆丸：紫光魔龍→幻影紫光魔龍
- 奇爾（Gill；）

火屬性的爆丸戰士，使用火屬性的爆丸鎧甲武士。
約略25至30歲，由巴力歐帝斯扶養長大，艾亞塞爾與史古提亞的老師，以效忠巴力歐帝斯為生存目的。
是巴力歐帝斯的左右手，也是一個對他誓死服從的戰士。跟同樣為第二把交椅的卡薩里娜對立。
表面上是個沉默冷酷的人，在戰場上擔當指揮的工作。實際上是一個非常殘忍和狡猾的人。為了調查卡薩里娜不惜利用塞妮特和麗娜，甚至最後交由卡薩里娜處理都在所不惜。
由於對卡薩里娜成為巴力歐帝斯的親信，甚至曾稱呼其為最佳助手，加上卡薩里娜對他的嘲笑，慢慢對卡薩里娜恨之入骨。
為了獲得巴力歐帝斯的信任，一次又一次的不擇手段向巴力歐帝斯說卡薩里娜的壞話。最終在忍受不了之下終於暗殺了卡薩里娜。
其後巴力歐帝斯從史古提亞口中得知卡薩里娜被他殺害後，命令紫光魔龍把他的戰艦擊毀，雖然儘管有魔幻天狗跟艾亞賽爾的保護讓他逃出，最後還是來不及逃出戰艦而命喪在爆炸及火海中。
配音：Scott Gorman（英文）；綠川光（日本）；李凱傑（香港）；李世揚（台灣）
常用爆丸：鎧甲武士
- 艾亞塞爾（Airzel；）

風屬性的爆丸戰士，使用風屬性的爆丸魔幻天狗。
約略16至18歲，由奇爾培育出來的優秀學生，同時是巴力歐帝斯的護衛。
強調對戰時監控分析，對於任何事情，皆採認真到底態度，常常稱呼奇爾為「奇爾老師」。
曾經多次與小駿交戰，最後本來要保護奇爾，卻因奇爾仍無法逃脫，而與魔幻天狗、奇爾及鎧甲武士一起死在紫光魔龍的攻擊下。
配音：Lyon Smith（英文）；宮下榮治（日本）；張方正（香港）；陳幼文（台灣）
常用爆丸：魔幻天狗
- 那札克（Nurzak；）

大地屬性的爆丸戰士，使用大地屬性的爆丸殘暴魔王。
約略60歲，巴力歐帝斯的父親隨從，知識學者，強調對戰時建構分析，為十二統治者中年紀最大者。
原本與卡薩里娜共同計劃出賣巴力歐帝斯，結果反而被卡薩里娜出賣，還在與巴力歐帝斯對戰過程中不幸戰敗，最後下落不明。
然而實際上是被意外轉送到異空間裂縫，在小彈與超神巨龍一戰後，便與布魯斯一同率先加入爆丸戰士的陣營。
為十二統治者中唯一改邪歸正並在最後領導鋼達星特務向巴力歐帝斯發動反叛的角色，此外也是唯一的倖存者，成功推翻巴力歐帝斯後與羅德星一同和解。並於第4季起接替巴力歐帝斯成為鋼達星的國王。
配音：Hadley Kay（英文）；柴田秀勝（日本）；盧國權（香港）；陳幼文（台灣）
常用爆丸：殘暴魔王
- 史古提亞（Stoica；）

水屬性的爆丸戰士，使用水屬性的爆丸深海魔獸。
約略14至15歲，為十二受命者中年齡最年輕的，擁有能在水裡呼吸的特殊技能。
與艾亞塞爾一樣，也是由奇爾培育出來的優秀學生，不過與艾亞塞爾相反的是，對身為師長的奇爾不敬，有時候也會對其出言不遜，不過奇爾並不介意。
個性差異極大，不只時而文靜時而陰險，語氣也是十分的輕浮隨性，而且心直口快，在對戰時會做出假動作以擾亂對戰者，對於自己的過失，喜歡怪罪他人過錯，甚至罵埃薩是個低能兒。
最後在牽制超神巨龍時由於紫光魔龍沒有注意其本人還在超神巨龍上面，而與超神巨龍和深海魔獸一起被紫光魔龍打死。
配音：Mike Kiss（英文）；齋賀光希（日本）；胡家豪（香港）；劉明勳、李世揚（ep.2）（台灣）
常用爆丸：深海魔獸
- 卡薩里娜（Kazarina；）

光屬性的爆丸戰士，使用光屬性的爆丸威猛極狼。
約略25至30歲，也是十二統治者中的一點紅，有催眠的特殊技能(可以自由對催眠者，解除催眠，一旦本人死亡，也會跟著強制失效)。
從小已經跟隨巴力歐帝斯，同時是爆丸研究者，以生化科技提昇爆丸實力為主，個性冷漠嚴厲、傲慢無情到令許多人討厭，但也畏懼自己身敗名裂，也因此讓其他人當她的代罪羔羊。
曾經催眠麗娜、埃薩和塞妮特，也曾經催眠傑克而令其短暫成為傀儡。
在劇中跟同樣為第二把交椅的奇爾對立，經常出言嘲笑奇爾，並深受巴力歐帝斯器重，令奇爾慢慢對她產生仇恨之情。
最後在與那札克對峙時掉失了武器，欲撿回武器時遇見奇爾，慘遭奇爾殺死，而施放在麗娜、埃薩和塞妮特的催眠術也得以失效。
配音：Linda Ballantyne（英文）；齊藤貴美子（日本）；黃淑芬（香港）；傅其慧（台灣）
常用爆丸：威猛極狼

###### 鋼達星特務（Gundalian Agents；）
十二統治者的派遣部下，最初負責從地球“搜集”進行爆丸對戰交流的對戰者技能作為侵略羅德星的戰力資料，不料後來都被十二統治者相互玩弄，導致最後決定倒戈，在十二統治者裡唯一叛變的那札克率領下，加入推翻巴力歐帝斯的行列。
- 雷恩 克羅拉（Ren Krawler；）

詳見爆丸戰士。
- 席德 阿凱爾（Sid Arcale；）

火屬性的爆丸戰士，使用火屬性的爆丸礦石巨龍。
個性膽大但略微遲頓，認為對戰就是單純爭鬥，不會發生任何意外變化。
於12集偷走由雷恩奪得的涅奧武士並與小彈進行對戰，而間接令基因獨角巨龍進化，但不幸失敗而回，並被卡薩里娜處決。
於23集成功逃離卡薩里娜的研究所，並在雷恩和小彈的對戰介入，但依然不敵小彈，最後為救雷恩而墮崖失蹤，墮崖前將礦石巨龍給予雷恩。
配音：Kyle MacDonald （英文）；最上嗣生（日本）；劉奕希（香港）；陳幼文（台灣）
常用爆丸：礦石巨龍（後交給雷恩，雷恩後再交給萊納斯）
- 麗娜 愛希斯（Lena Aisis、Lena Isis；）

初登場18歲。水屬性的爆丸戰士，使用水屬性的爆丸多頭海蛇。
個性文靜，處理事情明智，且不輕易表現作戰戰略及變身前型態。
於17集受基爾命令暗殺加莎里娜，但不幸失敗並被卡薩里娜催眠。
配音：Lisette St. Louis（英文）；進藤尚美（日本）；鄭麗麗（香港）；傅其慧（台灣）
常用爆丸：多頭海蛇
- 布鲁斯 布朗（Mason Brown、Bruce Brown；）

初登場17歲。大地屬性的爆丸戰士，使用大地屬性的爆丸巨霸魔龍。
個性隨性，不但討厭事情有先後，而且很喜歡炫耀，常常稱呼巨霸魔龍為老太婆。
而後意外掉入異空間裂縫，在小彈與超神巨龍一戰後，便與那札克一同加入爆丸戰士的陣營。
配音：Juilan Osen（英文）；遠藤大智（日本）；李凱傑→周良鴻 （香港）；李世揚（台灣）
常用爆丸：巨霸魔龍
- 埃薩 古連（Jesse Glenn、Ethan Glenn；）

風屬性的爆丸戰士，使用風屬性的爆丸激速神鷹。
習慣對戰時以持有書本做為卡片存放及發動處，個性有如紳士，但也很自戀。
後因與爆丸戰士對戰不幸戰敗而被卡薩里娜催眠。
配音：Jeremy Harris（英文）；大原崇（日本）；陳廷軒 （香港）；劉明勳（台灣）
常用爆丸：激速神鷹
- 塞妮特 史郎（Zenet Surrow、Zenet Sirone；）

初登場15歲。光屬性的爆丸戰士，使用光屬性的爆丸神威巨人。
為根達魯迪亞特務中年齡最年輕的，且還有能變成他人模樣的特殊技能。
個性性急且健忘，於13集曾為了奪取爆熱炎獨角巨龍，而變身偽裝成茱莉接近，但仍失敗而回。
於20集受奇爾命令變身偽裝成那札克以調查卡薩里娜，雖然成功但不幸被基爾處決，曾被卡薩里娜催眠，彌留之際始發現神威巨人才是其真正的牽絆，令她感動得流下淚來。
配音：Barbara Mamabolo（英文）；齊藤佑圭（日本）；林芷筠（香港）；傅其慧（台灣）
常用爆丸：神威巨人

## 爆丸

### 爆丸戰士的拍檔
-- 火屬性 --
- 基因獨角巨龍（Helix Dragonoid；）

配音：Jason Deline（英文）：藤原啓治（日本）：劉昭文（香港）
特殊能力：神龍烈火彈、神龍波動力、神龍脈動光、神龍光彈暴射、衝力火龍捲、熱火龍捲風、烈焰漩渦盾、高旋力烈焰牆、超級基因神龍盾
融合能力：高能護體
Battle Gear：噴射核心
Battle Gear 戰鬥能力：三角洲光（一級水平），烈焰衝迫（二級水平）
- 爆熱炎獨角巨龍（Lumino Dragonoid；）

特殊能力： 龍爪烈火、爆炎力波動、火球爆衝、熱炎爆衝、 利器反射、烈焰波動、力量反射、熱能反射、烈焰強擊、超熱量反射
Battle Gear：爆炎重炮
Battle Gear 戰鬥能力：熱炸（一級水平），爆炎衝擊（二級水平），烈焰衝迫（三級水平）
- 雷吼獨角巨龍（Blitz Dragonoid；）

特殊能力：爆炎重炮、雙重爆衝、雷吼反射力、雷吼波動力、雷吼熱爆擊、雷吼轟鎚、熱爆龍神彈、爆炎力波動、熱能反射
Battle Gear：飛行器
- 终極獨角巨龍（Titanium Dragonoid）

特殊能力：詳見爆丸4
-- 光屬性 --
- 神聖鬥士（Aranaut；）

配音：Dan Petronijevic（英文）；增谷康紀（日本）；張炳強（香港）
特殊能力：幻光神拳、幻光擊炸、幻光升格、高能量幻光、輔助幻光、幻力提升、拳光刀刃、拳棒激光、螺旋幻腿擊、雙重指令、破煞光拳、強光波動
融合能力：極光衝擊
Battle Gear：雷擊戰環
Battle Gear 戰鬥能力：激炸（一級水平），連攻（一級水平），強爆激（二級水平），全方位防禦系統啟動（三級水平）
-- 風屬性 --
- 暴風獵鷹（Hawktor；）

配音：远近孝一（日本）；譚炳文（香港）
特殊能力： 甲部風亂舞、甲部龍捲風、甲部引力風、甲部噴彗彈、甲部螺旋舞、風牙疾風翔、風牙旋風彈、風牙夢幻雷亞、雷牙激鬥彈
Battle Gear：翼神炮
Battle Gear 戰鬥能力：月光（一級水平）
-- 水屬性 --
- 人魚戰士（Akwimos；）

配音：陶山章央（日本）；關令翹（香港）
特殊能力：治療藍光、深層世界、水圈護盾、永恆冰晶、螺旋壓力、忍者快擊、影子裂爪、影子裂爪連擊、雙重影子裂爪、高壓流水、自然藍色、海洋怒濤
Battle Gear：極限炮
Battle Gear 戰鬥能力：翻湧（一級水平）、最高能量（二級水平）
-- 土屬性 --
- 大地巨人（Coredem；）

配音：松本大（日本）；叶振声 （香港）
特殊能力：岩石飛擊、幻拳霸擊、地甲重拳、地能光箭、堅甲護盾、地動強光、改向震擊、滑動搏擊、不動如山、核心重拳、易西亞超裝甲、易西亞轟鐳、地動光盾
Battle Gear：岩石巨炮
Battle Gear 戰鬥能力：威剛炮擊（一級水平），渾元爆擊（二級水平），最高能量（三級水平）
-- 闇屬性 --
- 黑暗公爵（Linehalt；）

配音：竹本英史（日本）；李凱傑（香港）
特殊能力：雷震衝擊、雷霆衝擊、紫電雷殛、黑暗激光劍、黑暗長槍、闇爆光、黑暗炸裂光、冰雨暴瀉
融合能力：雷飛劍、黑雷震鞭
Battle Gear：米加巨炮
Battle Gear 戰鬥能力：瞄準（一級水平），鎖定（一級水平），爆射（一級水平），空間轟（二級水平）

### 敵對爆丸
-- 闇屬性 --
- （Dharak；）

配音：蕭徽勇 （香港）
特殊能力：雷擊爆煞、惡魔爆擊、黑暗波動、高能黑氣彈、闇影高爆彈、闇黑能量護盾、闇黑力量轟炸
Battle Gear：暴雷雙翼
Battle Gear 戰鬥能力：本體光（一級水平）
- （Phantom Dharak）

特殊能力：闇黑轟雷爆、光子力闇黑射線、闇影能量光、高能闇影彈、混沌滅殺波、闇影移動、闇影之盾、闇影刃、闇影搖曳、惡魔闇炎、高能終極闇光
-- 火屬性 --
- 鎧甲武士（Krakix；Template:Ang）

配音：不明
特殊能力：烈焰地獄、烈焰強擊、驚訝強爆擊、武士護盾、鎧能量激射、死亡星魂
Battle Gear：戰鬥巨鉗
Battle Gear 戰鬥能力：神臂（一級水平），火焰斬裂（二級水平）
- 礦石巨龍（Rubanoid；）

配音：朱子聰（香港）
特殊能力：高動力甲彈、迷幻戰陣、深紅防禦、紅燄金屬板、嘯天爆、全身火烈衝、轟雷鏢彈、裂天爆發
Battle Gear：礦石多頭龍
Battle Gear 戰鬥能力：
-- 光屬性 --
- （Lumagrowl；）

配音：保志總一朗（日本）、麥皓豐（香港）
特殊能力：狼鬃飛劍、狂獸抓衝、胡狼快轟、胡狼吼擊、狼光護盾、狼光幻擊、旋轉光刃、幻影刀光、死亡幻光、胡狼幻隱、時光轉移、強閃光力量
Battle Gear：
Battle Gear 戰鬥能力：
- （Contestir；）

配音：蕭徽勇（香港）
特殊能力：雷光散射、雷光激爆、紫電爆擊、幻象重擊、邪惡複製、暴風波動力、超霸磁力光、掌雷光、閃光爆震、仙女座大星系
Battle Gear：星形高能炮
Battle Gear 戰鬥能力：
-- 風屬性 --
- 魔幻天狗（Strikeflier；）

配音：蕭徽勇（香港）
特殊能力：霸鳥旋風、多元保護色、鑽石風暴、高熱波動、悍霸重拳、離魂風、高空垂懸、泰斗風暴、風雷直擊、綠色閃光、幻影颱風
Battle Gear：戰鬥渦輪炮
Battle Gear 戰鬥能力：
- （Plitheon；）

配音：麥皓豐（香港）
特殊能力：破風飛刃、旋風猛擊、神鷹快擊、旋風盾、魅影風暴、生命掠食、高強度羽鏢、飛風毀滅光、煞風龍捲、引力風
Battle Gear：激速引擎
Battle Gear 戰鬥能力：
-- 水屬性 --
- 深海魔獸（Lythirus；）

配音：陳廷軒（香港）
特殊能力：
Battle Gear：深海巨爪
Battle Gear 戰鬥能力：
- 多頭海蛇（Phosphos、Phos；）

配音：陳曙光（香港）
特殊能力：
Battle Gear：波浪鋼爪
Battle Gear 戰鬥能力：殲滅（一級水平），全面光擊（二級水平）
-- 土屬性 --
- （Sabator；）

配音：劉奕希（香港）
特殊能力：蠻牛猛衝、蠻牛聲爆、蠻撞脈衝、蠻力衝轉、牛韌盾、黑暗蠻力
Battle Gear：魔王鐮刀
Battle Gear 戰鬥能力：撕裂大地（一級水平），激熱光球（三級水平）
- 巨霸魔龍（Avior；）

配音：陈琴云 （香港）
特殊能力：高卸力裝甲、尾鞭電擊、龍光爆擊、妖龍火焰、高能龍光彈、長距離爆殺擊
Battle Gear：巨霸鑽頭
Battle Gear 戰鬥能力：

### Battle Gear
爆丸戰鬥時的選擇性擴充裝備，由DNA密碼分解後所構成，可與爆丸組合及發動能力
- 終極雷射砲（JetKor；）

獨角巨龍專用戰鬥零件
- 爆炎重炮（Cross Buster；）

獨角巨龍專用戰鬥零件
- 雙子毀滅砲（Twin Destructor；）

邪惡魔龍MK II專用戰鬥零件
- 殲滅者（Zukanator；）:邪惡魔龍MK II專用戰鬥零件
- 審判巨鎚（Rock Hammer；）

大地巨人專用戰鬥零件
- 聖光鎖鏈（Battle Crusher；）

神聖鬥士專用戰鬥零件
- 波浪戰甲（Gigarth；）

人魚戰士專用戰鬥零件
- 音速飛翼（Swayther、windrower；）

暴風獵鷹專用戰鬥零件
- 黑暗光速砲（Boomix、Megablaster；）

黑暗公爵專用戰鬥零件
- 暴雷雙翼（AirKor；）

紫光魔龍專用戰鬥零件
- 戰鬥巨鉗（Vicer；）

鎧甲武士專用戰鬥零件
- 魔幻飛翼（Battle Turbine；）

魔幻天狗專用戰鬥零件
- 魔王鐮刀 （Chompixx；）

殘暴魔王專用戰鬥零件
- 深海巨爪（Razoid）

深海魔獸專用戰鬥零件
- 威猛光波砲（Barias Gear；）

威猛極狼專用戰鬥零件
- 礦石多頭龍（Destrakon Gear；）

礦石巨龍專用戰鬥零件
- 波浪鋼爪（Terrorcrest；）

多頭海蛇專用戰鬥零件
- 聖光翔翼（Spartablaster；）

神威巨人專用戰鬥零件
- 巨霸鑽頭（Lansor）

巨霸魔龍專用戰鬥零件
- 激速引擎（Vilantor Gear、Sonic Gear；）

激速神鷹專用戰鬥零件

### 鋼神爆丸（Colossus）
- 超神巨龍（Dragonoid Colossus；）

聖潔爆靈的守護神。因壓制邪狼戰士體內的力量而出現，其後藏於小彈的對戰儀錶之中，更考驗他和爆熱炎獨角巨龍有沒有能力守護聖潔爆靈。戰鬥時可以一次使用數種Battle Gear加強戰鬥力。

## 劇集列表
以下劇集按照首播順序排列（不包括首播後的任何重播）。
| 集數 | 英文原文標題                 | 香港翻譯標題         | 日文翻譯標題 | 台灣翻譯標題 | 美加首播時間 | 日本首播時間 | 香港首播時間 | 台灣首播時間 |
| ---- | ---------------------------- | -------------------- | ------------ | ------------ | ------------ | ------------ | ------------ | ------------ |
| 01   | A New Beginning              | 新世界               |              | 新世界       | 2010.05.23   | 2011.04.03   | 2011.07.03   | 2011.10.22   |
| 02   | Revelation                   | 戰場                 |              | 戰場         | 2010.05.30   | 2011.04.10   | 2011.07.09   | 2011.10.29   |
| 03   | The Visitor                  | 相逢                 |              | 相逢         | 2010.06.06   | 2011.04.17   | 2011.07.10   | 2011.11.05   |
| 04   | Brawler to Be                | Touchdown            |              | Touchdown    | 2010.06.13   | 2011.04.24   | 2011.07.16   | 2011.11.12   |
| 05   | Confrontation                | 任務                 |              | 任務         | 2010.06.20   | 2011.05.01   | 2011.07.17   | 2011.11.19   |
| 06   | Exposed                      | 疑惑                 |              | 疑惑         | 2010.06.27   | 2011.05.08   | 2011.07.23   | 2011.11.26   |
| 07   | True Colors                  | 真實                 |              | 真實         | 2010.07.04   | 2011.05.15   | 2011.07.24   | 2011.12.03   |
| 08   | Hostile Takeover             | 夥伴們               |              | 夥伴們       | 2010.07.11   | 2011.05.22   | 2011.07.30   | 2011.12.10   |
| 09   | Twin Attack                  | 奪取                 |              | 奪取         | 2010.07.18   | 2011.05.29   | 2011.07.31   | 2011.12.17   |
| 10   | Escape from Darkness         | 黑暗之門             |              | 黑暗門扉     | 2010.07.25   | 2011.06.05   | 2011.08.06   | 2011.12.24   |
| 11   | Secret Package               | 傳信員               |              | 訊息傳送者   | 2010.08.01   | 2011.06.12   | 2011.08.07   | 2011.12.31   |
| 12   | The Element                  | 烈火的命運           |              | 火焰的命運   | 2010.08.08   | 2011.06.26   | 2011.08.13   | 2012.01.07   |
| 13   | Twin Evil                    | 變身                 |              | 變身         | 2010.08.15   | 2011.07.03   | 2011.08.14   | 2012.01.14   |
| 14   | The Sacred Orb               | 最前線               |              | 前線         | 2010.08.22   | 2011.07.10   | 2011.08.20   | 2012.01.21   |
| 15   | Decoy Unit                   | 電光火石             |              | 電光石火     | 2010.08.29   | 2011.07.17   | 2011.08.21   | 2012.01.28   |
| 16   | The Secret Switch            | 反擊                 |              | 反擊         | 2010.09.05   | 2011.07.24   | 2011.08.27   | 2012.02.04   |
| 17   | Battle for the Second Shield | 復活                 |              | 復活         | 2010.09.12   | 2011.07.31   | 2011.08.28   | 2012.02.11   |
| 18   | Curtain Call                 | 夢舞台               |              | 夢的舞台     | 2010.09.19   | 2011.08.07   | 2011.09.03   | 2012.02.18   |
| 19   | The Secret of the Orb        | 暗躍                 |              | 蠢蠢欲動     | 2010.09.26   | 2011.08.14   | 2011.09.04   | 2012.02.22   |
| 20   | Partners 'Til the End        | 夢                   |              | 夢           | 2010.10.03   | 2011.08.21   | 2011.09.10   | 2012.03.03   |
| 21   | Divide and Conquer           | 叛變                 |              | 叛變         | 2010.10.10   | 2011.08.28   | 2011.09.11   | 2012.03.10   |
| 22   | Mobile Assault               | Take off             |              |              | 2010.10.17   | 2011.09.04   | 2011.09.17   | 2012.03.17   |
| 23   | Sid Returns                  | 脱困                 |              |              | 2010.10.24   | 2011.09.11   | 2011.09.18   | 2012.03.24   |
| 24   | Colossus Dharak              | 出陣                 |              |              | 2010.10.31   | 2011.09.18   | 2011.09.24   | 2012.03.31   |
| 25   | Dragonoid Colossus           | 禁絕的盡頭           |              |              | 2010.11.07   | 2011.09.25   | 2011.09.25   | 2012.04.07   |
| 26   | Forgiveness                  | 思念                 |              |              | 2010.11.14   | 2011.10.02   | 2011.10.01   | 2012.04.14   |
| 27   | Into the Storm               | 風暴                 |              |              | 2010.11.21   | 2011.10.09   | 2011.10.02   | 2012.04.21   |
| 28   | Jake Returns                 | 結果                 |              |              | 2010.11.28   | 2011.10.23   | 2011.10.08   | 2012.04.28   |
| 29   | Genesis                      | 試煉                 |              |              | 2010.12.05   | 2011.10.30   | 2011.10.09   | 2012.05.05   |
| 30   | Infiltrated                  | 史上最大規模作戰行動 |              |              | 2010.12.12   | 2011.11.06   | 2011.10.15   | 2012.05.12   |
| 31   | True Evolution               | 光與影               |              | -            | 2010.12.19   | 2011.11.13   | 2011.10.16   | 2012.05.19   |
| 32   | Redemption                   | 救出                 |              | -            | 2010.12.26   | 2011.11.20   | 2011.10.22   | 2012.05.26   |
| 33   | Jake's Last Stand            | 俘虜                 |              | -            | 2011.01.02   | 2011.11.27   | 2011.10.23   | 2012.06.02   |
| 34   | Final Strike                 | 進化                 |              | -            | 2011.01.09   | 2011.12.04   | 2011.10.29   | 2012.06.09   |
| 35   | Dream Escape                 | 記憶                 |              | -            | 2011.01.16   | 2011.12.11   | 2011.10.30   | 2012.06.16   |
| 36   | Gundalian Showdown           | 回歸                 |              | -            | 2011.01.23   | 2011.12.25   | 2011.11.05   | 2012.06.23   |
| 37   | Broken Spell                 | 刺客                 |              | -            | 2011.01.30   | 2012.01.08   | 2011.11.06   | 2012.06.30   |
| 38   | Code Eve                     | 夏娃                 |              | -            | 2011.02.06   | 2012.01.15   | 2011.11.12   | 2012.07.07   |
| 39   | Destiny Revealed             | 最後戰士             |              | -            | 2011.02.13   | 2012.01.22   | 2011.11.13   | 2012.07.14   |

## 製作人員
- 英文版本

腳本：Aaron Barnett
外形設計：Catherine Copelin
聲音指導：Matthew Skal
角色管理：Brett Carruthers
後製管理：Marilyn Serr、Richard Spencer Thomas
製作協調：Katrina Santilly、Whitney Price
錄音：Kyle Peters
錄音修訂：Jamie Sulek
影像編修：Jonas Crawley
聲響編修：Tim Muirhead
音樂寫作：Neil Parfitt
音樂指導製作：Mike Northcott
音樂編修：David Shaw
法律提供：Gwen Borins、Jennifer Trainor、Nathalie Bick
- 日文版本

企劃、原案：セガトイズ、SPIN MASTER
動畫原作：井上 光晴
全球制作人：杉本 道俊
監督：橋本 みつお
系列構成：前川 淳
角色設計、作畫總監督：長森 佳容
怪獸設計：うえだ いたる、まつむら のりよし、あきもと ひろし
機械、道具設計：宮脇 謙史
編集：及川 雪江
音響監督：飯田 里樹
音樂：根岸 貴幸
動畫制作：トムス エンタテインメント、ヴィステック エンタテインメント
動畫制作協力：スタジオ雲雀
製作：爆丸3製作委員会

## 主題曲

### 日本地區

#### 片頭曲
1.「Ready GO!」（第1集~第13集）
演唱：Sissy
作詞：Sissy
作曲：Sissy
編曲：酒井ミキオ
2.「めが・めた」（第14集~第39集）
演唱：小彈（C.V. 小林優）
作詞：田村直美
作曲：田村直美 / 角谷祟德
編曲：松尾早人

#### 片尾曲
1.「Love The Music」（第1集~第13集）
演唱：LISP feat.小彈（C.V. 小林優）
作詞：AKIRASTAR
作曲：AKIRASTAR
編曲：AKIRASTAR
2.「Tan-Kyu-Shin」（第14集~第31集）
演唱：KREVA
作詞：KREVA
作曲：KREVA
編曲：KREVA
3.「愛×GO！ 勇×GO!」（第32集~第39集）
演唱：TAKUYA（Avex Entertainment）
作詞：TAKUYA
作曲：TAKUYA
編曲：Yohey Tstkasaki/TAKUYA

### 海外地區
因為版權問題（日本製作單位所提供之海外版播出帶與日版／美加版相異），香港和台灣使用與第二季同一首片頭曲和片尾曲，而畫面不為日版和美加版畫面，是片商提供與日版的第二季片頭曲和片尾曲相同風格的畫面，並非由當地電視台自行制作。

#### 片頭曲
「超！最強！ウォーリアーズ」 
演唱者：サイキックラバー
作詞：YOFFY
作曲：IMAJO
編曲：籠島裕昌

#### 片尾曲
「BANG! BANG! BAKUGAN」
演唱：鵜島仁文
作詞：鵜島仁文
作曲：鵜島仁文
編曲：鵜島仁文

## 動畫術語

### 團體
- 十二統治者（Twelve Orders）

剛達星侵略總指揮。
- 騎士護衛隊（Castle Knights）

防範外來入侵團體總稱。

### 場所與器械
- 爆丸Inter-space（Bakugan Interspace Facilities、Bakugan Interspace；爆丸インタースペース）

初為一年前用以模擬訓練對戰時場所，而後發展成為切磋交流的公共場地。
- 魯天洛迪亞（Neathia；ローテルディア）、根達魯迪亞（Gundalia；ガンダルディア）

位於星際之中的兩個星球。兩國為敵對關係，自本劇以來，鋼達星一直在巴力歐帝斯統治下侵略羅德星。完結篇巴力歐帝斯被推翻，兩國關係也自此從敵對轉為同盟。
- 邪能重炮（Dharak Colossus；）

由巴力歐帝斯、瘟神煞、惡神煞等所組成，是破壞羅德星防護盾的主力武器。

### 對戰
- 爆丸儀錶（BakuMeter）

取代第二季的戰鬥手臂，是戰鬥零件形成及存放設備。

### 爆丸相關
- 爆丸DNA密碼（DNA code；ＤＮＡコード）

爆丸實體組成分子，用以爆丸生命機能運作。另外可以令羅德星分辨敵方爆丸身份。
- 元素（The Element；エレメント）

聖潔爆靈的代行者，負責守護羅德星，也是巴力歐帝斯最初的搶奪目標。最初由涅奧武士持有，後與螺旋獨角巨龍結合並使其進化。
- 聖潔爆靈（The Sacred Orb；聖なるオーブ）

元素的力量之源，掌管羅德星的神，是所有爆丸的力量之源，儲存著所有爆丸DNA密碼。因為其代行者「元素」與螺旋獨角巨龍結合，巴力歐帝斯以搶奪聖潔爆靈作為侵略羅德星的理由。

## 關連作品與遊戲商品
- Bakugan Dimensions（Bakugan Dimensions）

2010年8月於美國所發售電腦遊戲程式。

## 相關系列
- 爆丸
- 爆丸2大爆破
- 爆丸4
- 爆丸5

## 補充資料
- 爆丸特殊能力及融合能力譯名對照表

## 外部連結
- bakugan.com
- 爆丸3（東京電視台的動畫介紹） （页面存档备份，存于）

## 節目變遷
| 東京電視台 星期日09:00-09:30節目 | 東京電視台 星期日09:00-09:30節目                | 東京電視台 星期日09:00-09:30節目 |
| -------------------------------- | ----------------------------------------------- | -------------------------------- |
|                                  | 爆丸3狩獵保衛者 （2011年4月3日－2012年1月29日） |                                  |
| 变身！公主偶像                   | 糖果精靈                                        |                                  |

| 翡翠台 星期六17:30－17:55、星期日17:30－18:00節目                   | 翡翠台 星期六17:30－17:55、星期日17:30－18:00節目 | 翡翠台 星期六17:30－17:55、星期日17:30－18:00節目 |
| ------------------------------------------------------------------- | ------------------------------------------------- | ------------------------------------------------- |
|                                                                     | 爆丸 （2011年7月3日－2011年11月13日）             |                                                   |
| SD高達三國傳（Ep.51） 17:30-17:45 我們這一家（Ep.175a） 17:45-17:55 | 寵物小精靈：超級願望 第1集-第52集                   |                                                   |
| 無綫兒童台 星期一至五 09:00－09:30節目                              |                                                   |                                                   |
| 爆丸II                                                              | 爆丸III （2012年5月17日－7月10日）                | 衝鋒21                                            |
| 香港 TVB Window 星期一至五 06:30－07:00 節目                        |                                                   |                                                   |
| SD高達三國傳                                                        | 爆丸III （2013年11月25日－2014年1月16日）         | 元氣爆發                                          |
| 翡翠台 星期一至五15:50-16:20節目                                    |                                                   |                                                   |
| 閃電十一人II （第66集～第127集） 重播                               | 爆丸III 重播 （2014年3月11日－5月2日）            | 爆丸IV 重播                                       |

| 東森幼幼台 星期六17:00-17:30節目 （2012/5/5起改於16:30~17:00） | 東森幼幼台 星期六17:00-17:30節目 （2012/5/5起改於16:30~17:00） | 東森幼幼台 星期六17:00-17:30節目 （2012/5/5起改於16:30~17:00） |
| -------------------------------------------------------------- | -------------------------------------------------------------- | -------------------------------------------------------------- |
|                                                                | 爆丸 （2011年10月22日－2012年7月14日）                         |                                                                |
| 海綿寶寶 重播                                                  | 海綿寶寶 重播                                                  |                                                                |